# 檳榔石礁
檳榔石礁（又稱檳榔石），位於澳門半島西南端的東南方約4鏈海中，低潮適淹，上設有燈樁。為澳門港航道兩個障礙物中的其中一個。
檳榔石（Penha Rock），在歷史上一直作為地理標記，是當時船隻導航的重要參考點。檳榔石因為其大小、形狀或與周圍環境的對比度而在視覺上更為突出，使得它成為一個容易識別的地標。常見於各類中西方繪製的澳門歷史地圖中。
由於澳門填海的原因，檳榔石礁不再作為一個獨立的地標存在。 填海工程已經改變了澳門的海岸線，導致一些原有的自然地標被覆蓋或合併進新的陸地中。 